# Пасзе
Пасзе (њем. Passee) општина је у њемачкој савезној држави Мекленбург-Западна Померанија. Једно је од 91 општинског средишта округа Нордвестмекленбург. Према процјени из 2010. у општини је живјело 181 становника. Посједује регионалну шифру (AGS) 13058078.

## Географски и демографски подаци
Пасзе се налази у савезној држави Мекленбург-Западна Померанија у округу Нордвестмекленбург. Општина се налази на надморској висини од 89 метара. Површина општине износи 16,1 km². У самом мјесту је, према процјени из 2010. године, живјело 181 становника. Просјечна густина становништва износи 11 становника/km².